# Llorenç Villalonga

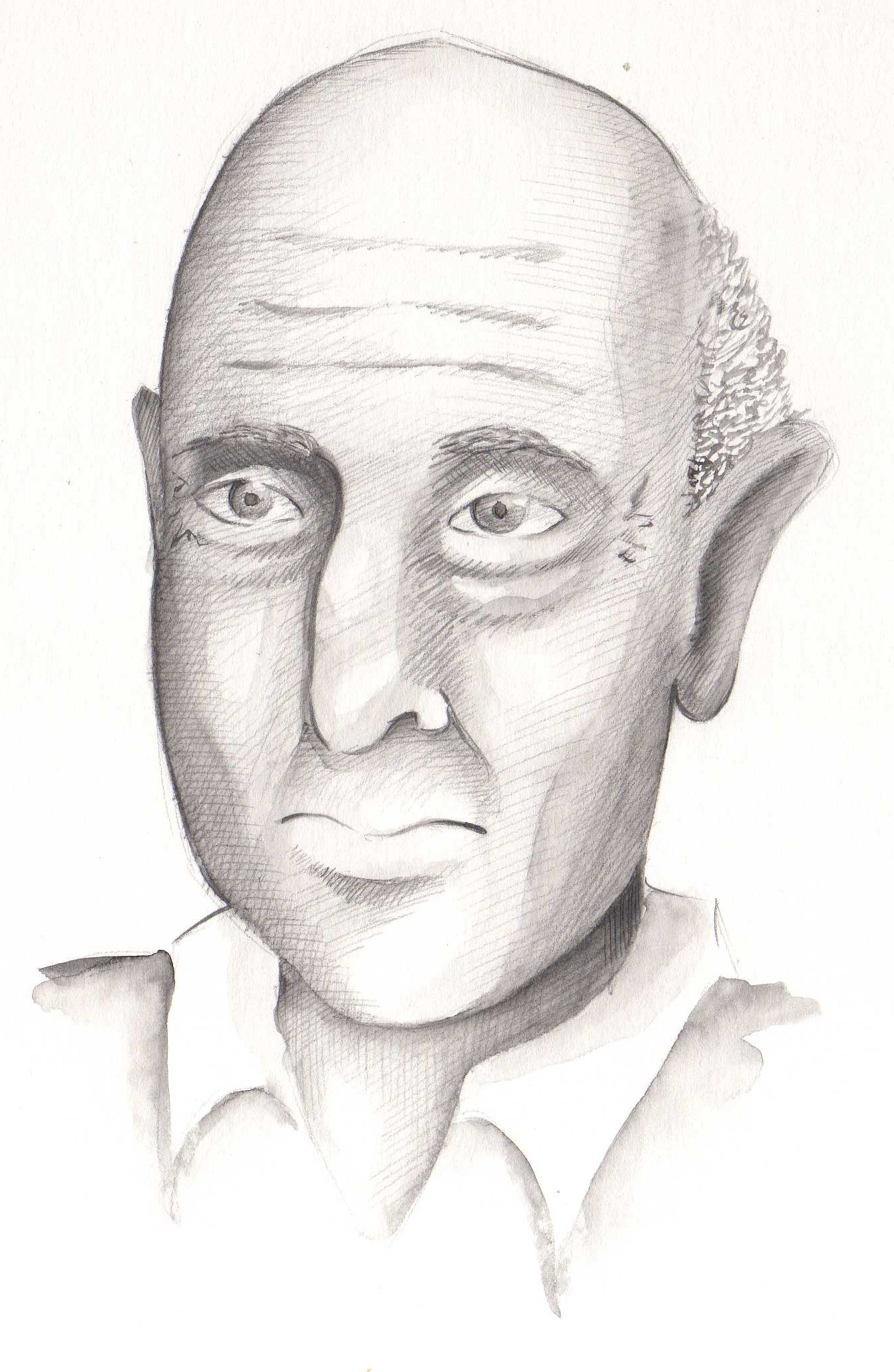
Llorenç Villalonga i Pons

Llorenç Villalonga, vollständig Llorenç Villalonga i Pons; spanisch Lorenzo Villalonga  (* 1. März 1897 in Palma; † 28. Januar 1980 ebenda) war ein spanischer Schriftsteller und Psychiater.

## Leben
Villalonga studierte Medizin und spezialisierte sich auf Psychiatrie (1919–1927). Anschließend praktizierte er als Arzt in Palma, zunächst in einer Privatpraxis, dann am Psychiatrischen Krankenhaus der Stadt. Außerdem war er Sekretär des Ärztebundes der Balearen.
Sein literarisches Wirken war von langen Pausen gekennzeichnet, vom abwechselnden Gebrauch des Katalanischen und des Spanischen sowie beeinflusst von den Veränderungen der Gesellschaft nach dem Spanischen Bürgerkrieg. 1931 erschien Mort de dama (Tod einer Dame), ein Roman, der einerseits die Lebensgewohnheiten seiner Zeit beschreibt und andererseits aufgrund seiner Extravaganz einen großen Skandal hervorrief. Fedra (1932) verwandelte seine intime Freundschaft mit der kubanischen Dichterin Emilia Bernal in einen Mythos. Von 1932 bis 1934 leitete er Brisas, eine der namhaftesten Zeitschriften Mallorcas. Kurz nach Ausbruch des Zweiten Weltkrieges zog er sich weitgehend zurück und nahm, von vereinzelten Artikeln abgesehen, kaum noch am literarischen Leben teil. 1945 arbeitete er jedoch anscheinend schon an seinem Hauptwerk, Bearn o la sala de les nines (Das Puppenkabinett des Senyor Bearn, 1961). In diesem Roman, der einige Parallelen mit Der Leopard von Lampedusa aufweist, schuf Villalonga ein poetisches Loblied auf ein verlorenes Paradies und erhob die dekadente Welt der ländlichen Aristokratie Mallorcas des ausgehenden 19. Jahrhunderts zum Mythos, die der Krieg und der Tourismus endgültig begruben. Es folgten unter vielen anderen Veröffentlichungen L’hereva de donya Obdúlia (Die Erbin von Frau Obdulia, 1964), Falses memòries (Falsche Memoiren, 1967), El misantrop (Der Misanthrop, 1972), und Un estiu a Mallorca (Ein Sommer auf Mallorca, 1975).
Weiterhin erwähnenswert sind seine Theaterstücke Fedra (1932), Silvia Ocampo (1935) und Desbarats (1965), sowie die Artikelsammlung Centro (1934).